# 莫斯科四環路

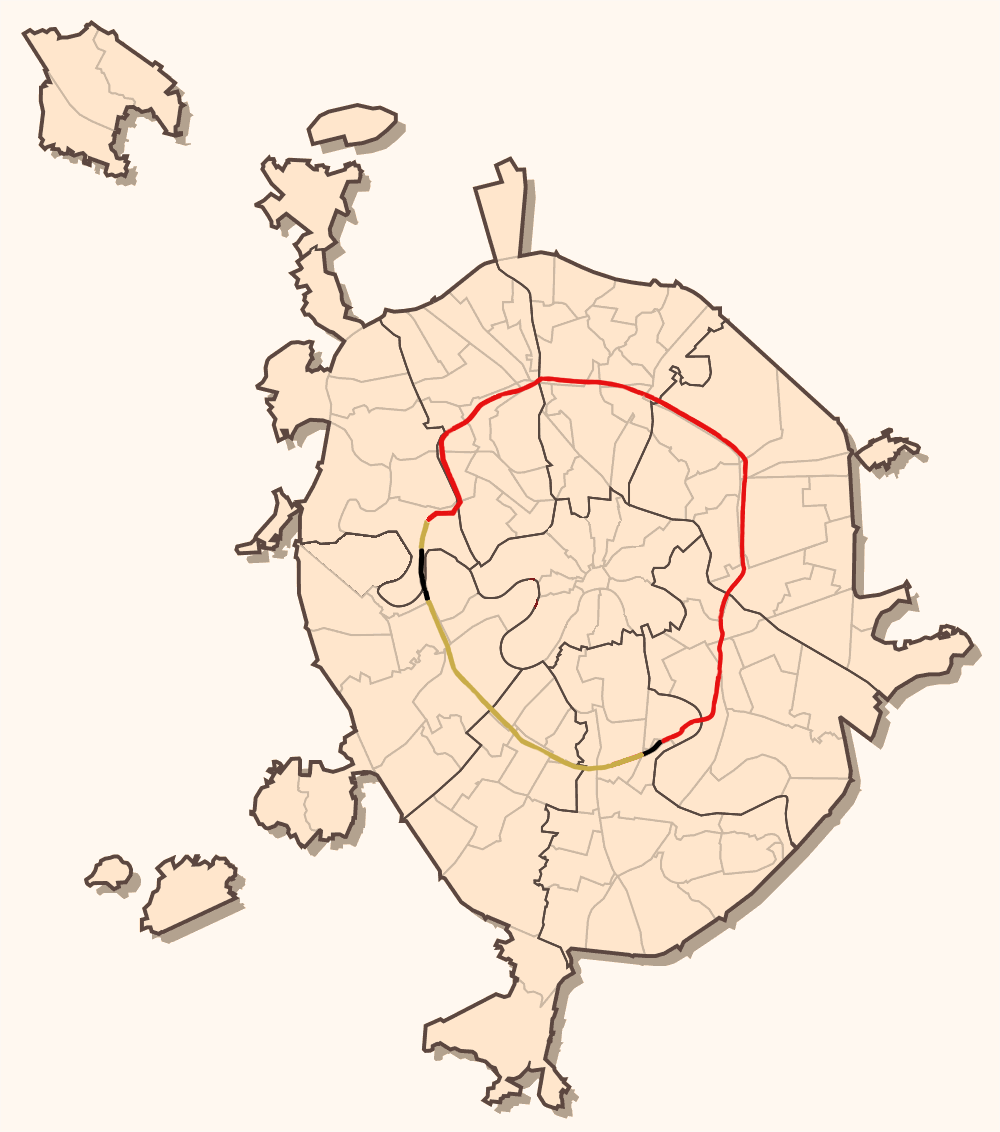
紅線-已完成、黃線-未完成、黑線-隧道

莫斯科四環路（俄语：Четвёртое транспортное кольцо）是俄羅斯首都莫斯科一條興建中的環城公路，位於莫斯科三環路和莫斯科環城公路之間。
2007年2月開工，2009年12月30日，首段熱情者公路—伊茲梅洛沃公路路段通車。完成後全長74公里，其中4公里為隧道。

## 參看
- 莫斯科林蔭環路
- 花園環路
- 莫斯科三環路
- 莫斯科環城公路
- 莫斯科地鐵環狀線
- 莫斯科小環市鐵路